# خمینی در فرانسه
خمینی در فرانسه کتابی از هوشنگ نهاوندی ایرانی است. محتوای این کتاب درخصوص دوران تبعید سید روح‌الله خمینی در فرانسه و انقلاب ۱۳۵۷ است.

## محتوا
تأکید اصلی نهاوندی در این کتاب نقش قدرت‌های در پیروزی انقلاب است.